# تريسي هايد
تريسي هايد (بالإنجليزية: Tracy Hyde)‏ هي ممثلة بريطانية، ولدت في 16 مايو 1959 في المملكة المتحدة.

## وصلات خارجية
- تريسي هايد على موقع IMDb (الإنجليزية)
- تريسي هايد على موقع تيرنر كلاسيك موفيز (الإنجليزية)